# Stadtkirche Göppingen

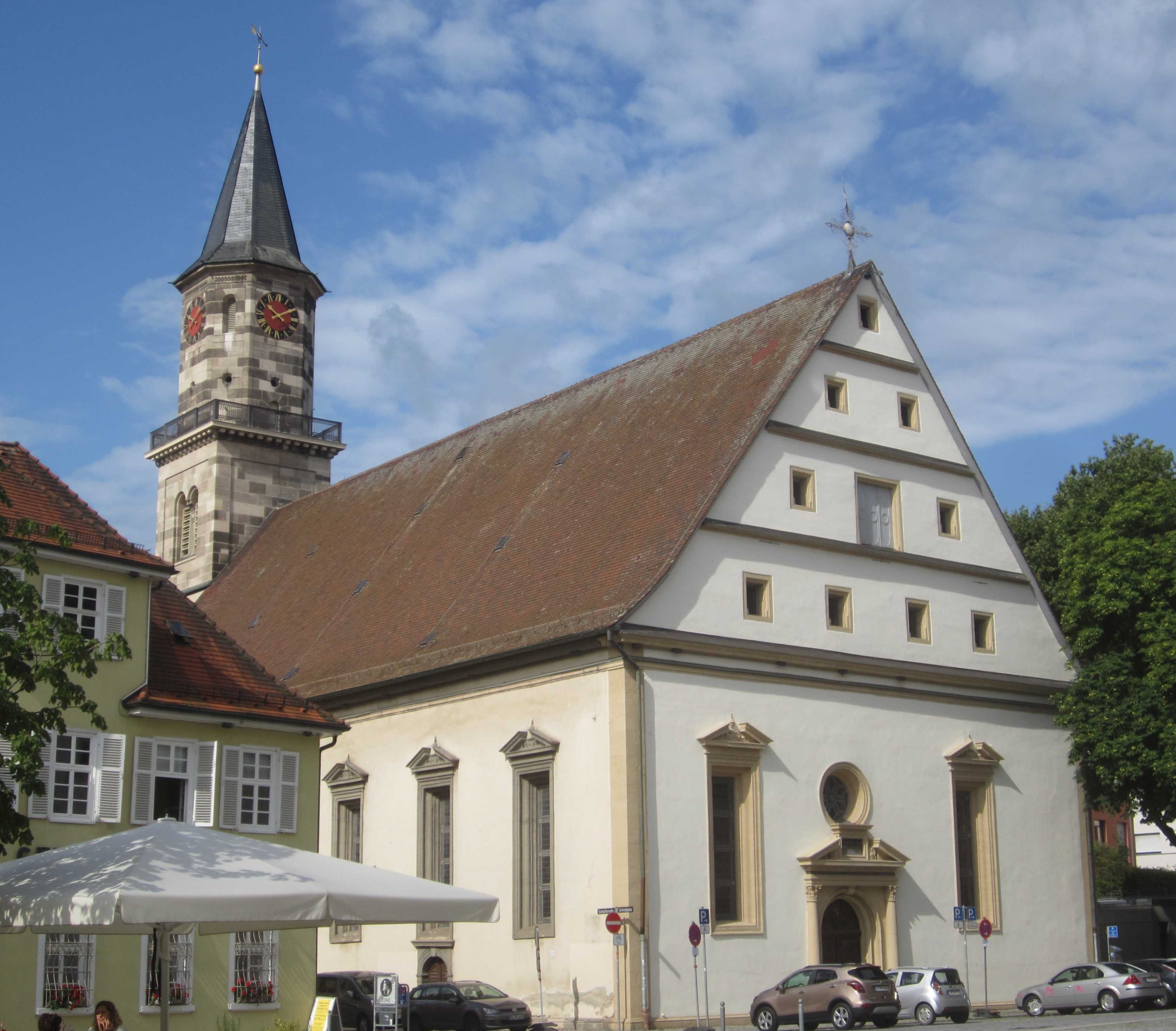
Außenansicht der Stadtkirche Göppingen

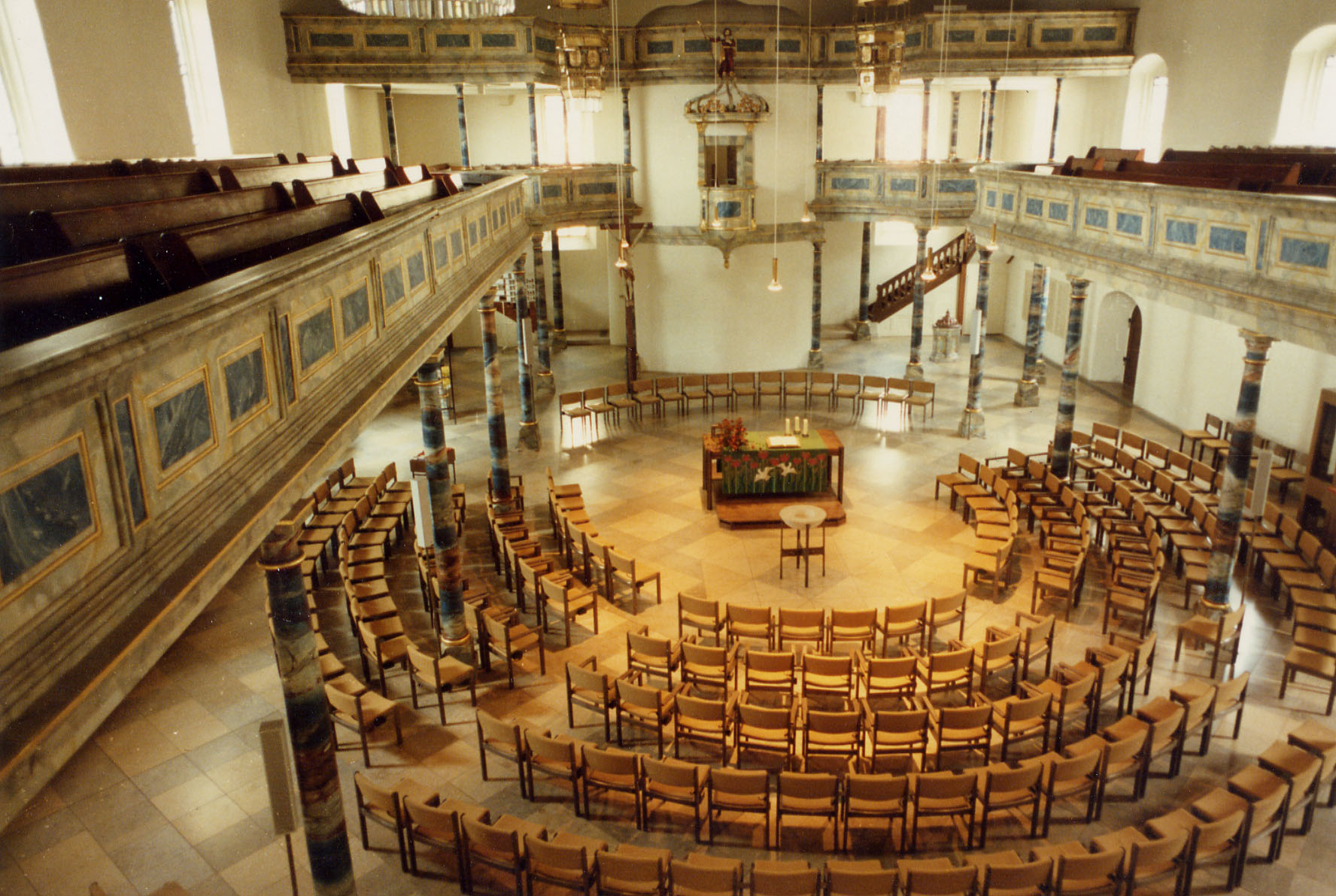
Stadtkirche Göppingen, Innenraum von Süd nach Nord

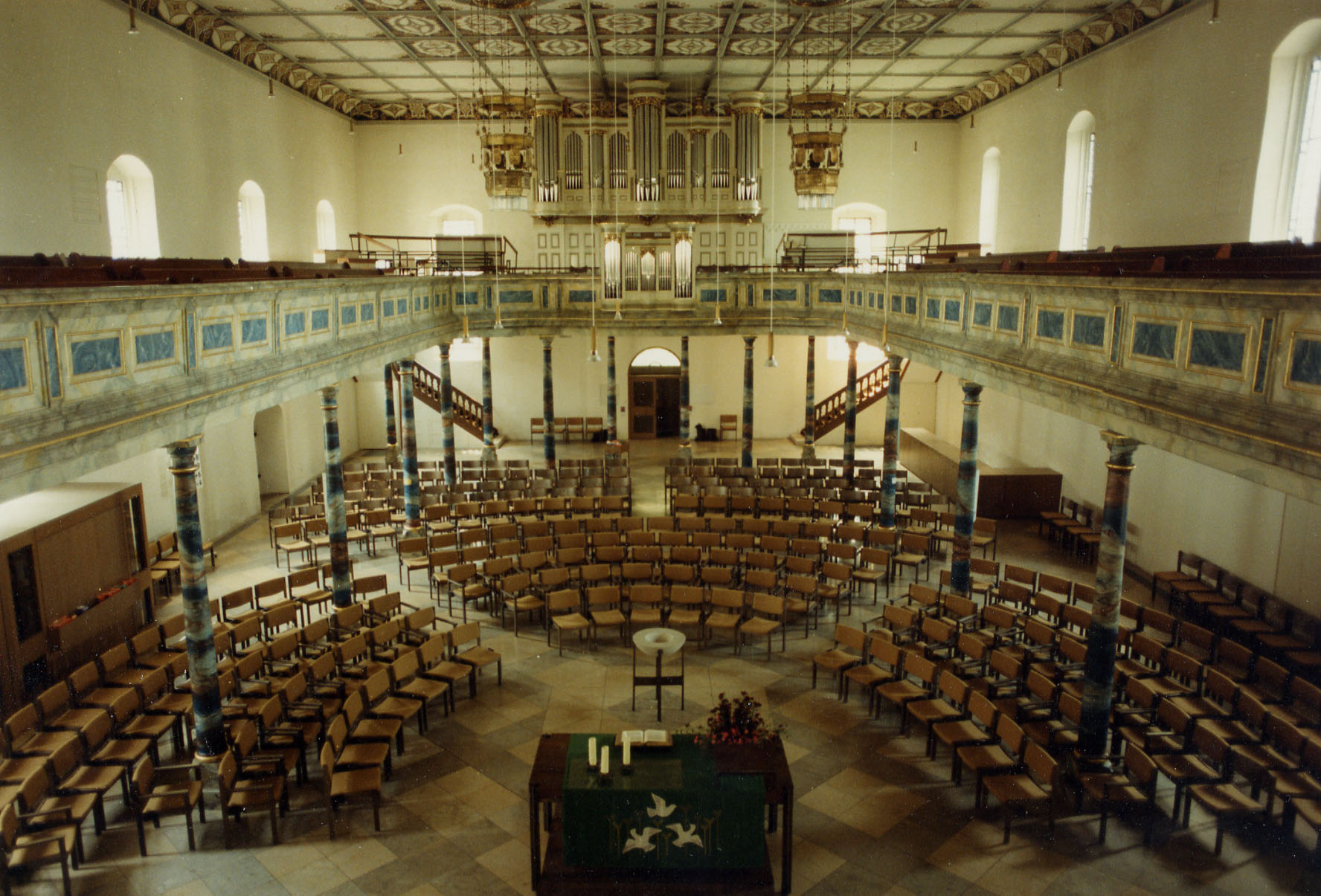
Stadtkirche Göppingen, Innenraum von Nord nach Süd

Die Stadtkirche Göppingen liegt in der Mitte der Göppinger Innenstadt nördlich der Hauptstraße und südlich vom Schloss. Sie ist die Hauptkirche des evangelischen Kirchenbezirks Geislingen-Göppingen der Evangelischen Landeskirche in Württemberg, gehört zur Evangelischen Kirchengemeinde Göppingen, ist die größte protestantische Renaissance-Kirche im deutschen Sprachgebiet und die östlichste Station auf der bis 2010 offiziell zertifizierten Heinrich-Schickhardt-Kulturstrasse des Europarats. Heute finden in ihr neben zentralen und besonderen Gottesdiensten hauptsächlich Konzerte, Vorträge, Jugendkulturtage der Schulen (school@church) sowie Ausstellungen statt. Außerdem veranstaltet das Evangelische Jugendwerk Bezirk Göppingen dort regelmäßig die Jugendgottesdienste „up“. „Festlich, in dezentem Maße feierlich und in gewisser Weise sogar heiter, das sind die Eigenschaften, die dem Innenraum der Göppinger Stadtkirche heute sein Gepräge geben.“

## Geschichte

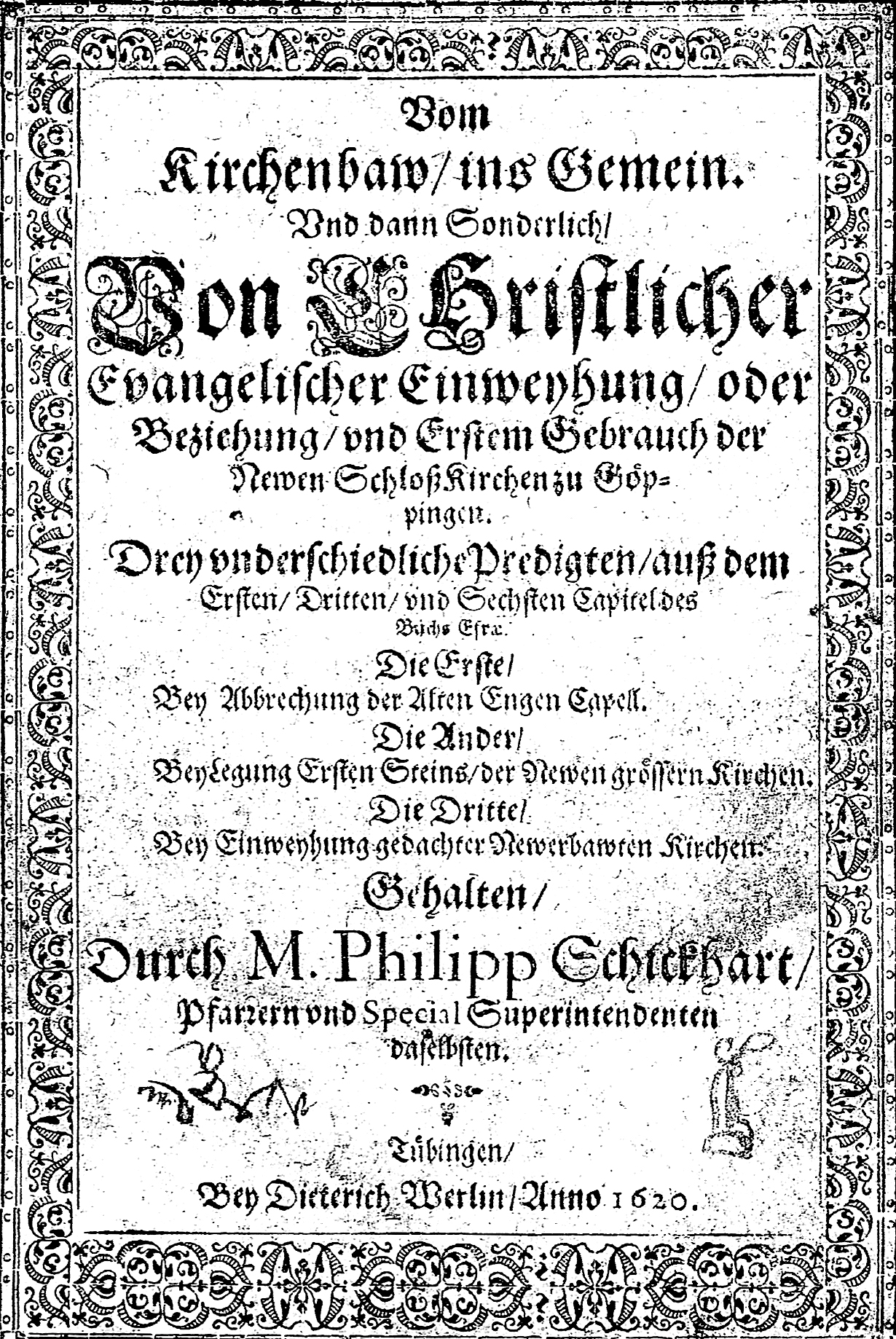
Philipp Schickhart 1620: Titelblatt dreier Predigten (Abbruch der Kapelle, Grundsteinlegung und Einweihung der Stadtkirche Göppingen)

Wo heute die Stadtkirche steht, gab es wohl mehrere Vorgängerbauten, zuletzt die im Jahr 1348 anlässlich der Stiftung einer Messe erstmals erwähnte Johanneskapelle. Nachdem in Göppingen 1534 die Reformation eingeführt worden war, wurde die nach dem Stadtbrand von 1425 gotisch wiedererrichtete Kapelle als einziges Kirchengebäude innerhalb der Stadt zur Stadtkirche, denn einige Chorherren des vor der Stadt gelegenen Stifts Oberhofen (gotische Kirche von 1436) wollten zunächst noch am katholischen Glauben und am Gottesdienst in ihrer Kirche festhalten.

### Kirchenbau
Nach der Entdeckung der Göppinger Mineralquelle (urkundlich erstmals 1404 erwähnt, bis 2020 im Christophsbad eine der ältesten Firmen Deutschlands), der wachsenden Bedeutung Göppingens als Heilbad und dem folgenden Bau des Göppinger Schlosses genügte die in der Stadt gelegene kleine Johanneskapelle nicht mehr. Deshalb beauftragte Herzog Friedrich Karl den Landesbaumeister Heinrich Schickhardt mit dem Bau einer neuen Kirche, was nach jahrelangen Vorarbeiten dann beim Reformationsjubiläum 1617 öffentlich mitgeteilt wurde. Schickhardt hatte in Göppingen bereits 1610 die Badherberge zu einem komfortablen Badhotel umgebaut und aufgestockt, und sollte nun für den Herzog, seine Schloss- und Badegäste und natürlich die Stadtgemeinde innerhalb der Stadtmauer ein repräsentatives Kirchengebäude errichten – für „Standespersonen“ und Badegäste sollte genügend Komfort vorhanden sein. Die ältere Oberhofenkirche lag außerhalb.
Der knappe Bauplatz beim Schloss ließ nur eine Süd-Nord-Ausrichtung zu (eine Ostung war selbst im Katholizismus in Innenstädten schon längst nicht mehr zwingend, im evangelischen Kirchenbau erst recht nicht), wobei der ursprünglich innerhalb der Stadtmauer vorgesehene Baukörper noch nach Baubeginn nach Westen vergrößert wurde durch Nutzung der inneren Stadtmauer als westliches Fundament. Dadurch wurde der Kirchenraum selbst und der profan nutzbare Dachraum wesentlich vergrößert. Nach der programmatischen Ankündigung beim hundertjährigen Reformationsjubiläum 1617 fand die Grundsteinlegung am 13. Februar 1618 statt. In die Südwestecke der Kirche wurde ein vorhandener Turm einbezogen, der ursprünglich zur Stadtbefestigung, später zur Johanneskapelle gehört hatte und 1619 über das neue hohe Dach hinaus erhöht werden musste. Die finanziellen Mittel für den Bau dieser Kirche organisierte der damalige Spezialsuperintendent Philipp Schickhart, der Bruder des Baumeisters, Pfarrer zunächst an Oberhofen, in Zusammenarbeit mit dem Apotheker und Bürgermeister von Göppingen, Benedikt Mergenthaler d. Ä. (1567–1640). Dabei wurden auch die umliegenden Gemeinden der Region mit Baubeiträgen in Form von Geld-, Sach- und Dienstleistungen belastet, wogegen es erheblichen Widerstand gab. Auch der Mangel an Handlangern und Handwerkern zu Beginn des Dreißigjährigen Krieges machte sich ungut bemerkbar. Der Auftraggeber und repräsentationsbedürftige Landesherr übernahm mit ungefähr 11.000 von gesamt 14.000 Gulden den wesentlichen Kostenanteil. Die Kirche wurde am 7. November 1619, am Sonntag vor Martini, nach nur zwanzigmonatiger Bauzeit von Philipp Schickhart persönlich eingeweiht, der dann erster Pfarrer der Kirche wurde.

### Dreißigjähriger Krieg
Obwohl die Stadtkirche in den nach ihrer Einweihung beginnenden Kriegsjahren bei allen Truppendurchzügen, Einquartierungen und Brandschatzungen kaum Gebäudeschäden zu erleiden hatte, wurde sie nach der Schlacht bei Nördlingen 1634 in anderer Weise hart bedrängt: Der Sieg der kaiserlichen Truppen bedeutete, dass neben anderen württembergischen Teilgebieten auch das Amt Göppingen unter die österreichische Herrschaft der katholischen Erzherzogin Claudia von Tirol kam, die auch von den Göppingern verlangte, sich zum katholischen Glauben zu bekennen. Begründet wurde dies mit dem Restitutionsedikt von 1629, wonach die Regelung des Augsburger Religionsfriedens von 1555 auch nach einem Herrschaftswechsel und in Zukunft gelten sollte: Wer das Land regiert, bestimmt auch die Konfession seiner Einwohner; also katholische Regentin – katholische Bürger. Stadtkirchensperrung, Tumulte und Handgreiflichkeiten im Jesuiten-Gottesdienst, Strafandrohung und Gefängnisvollzug für andernorts evangelisch vollzogene Taufen und Trauungen waren an der Tagesordnung. Protest- und Bettelbriefe sowie Stadtratsdelegationen nach Innsbruck brachten ebenso wenig wie die Hinweise auf Kriegsplünderungen der Kaiserlichen, die zu leistenden Tributzahlungen und die Seelsorgenöte der Sterbenden. Erst der Westfälische Frieden 1648 bereitete dieser zwangsweisen Rekatholisierung ein Ende.

### 18. und 19.Jahrhundert

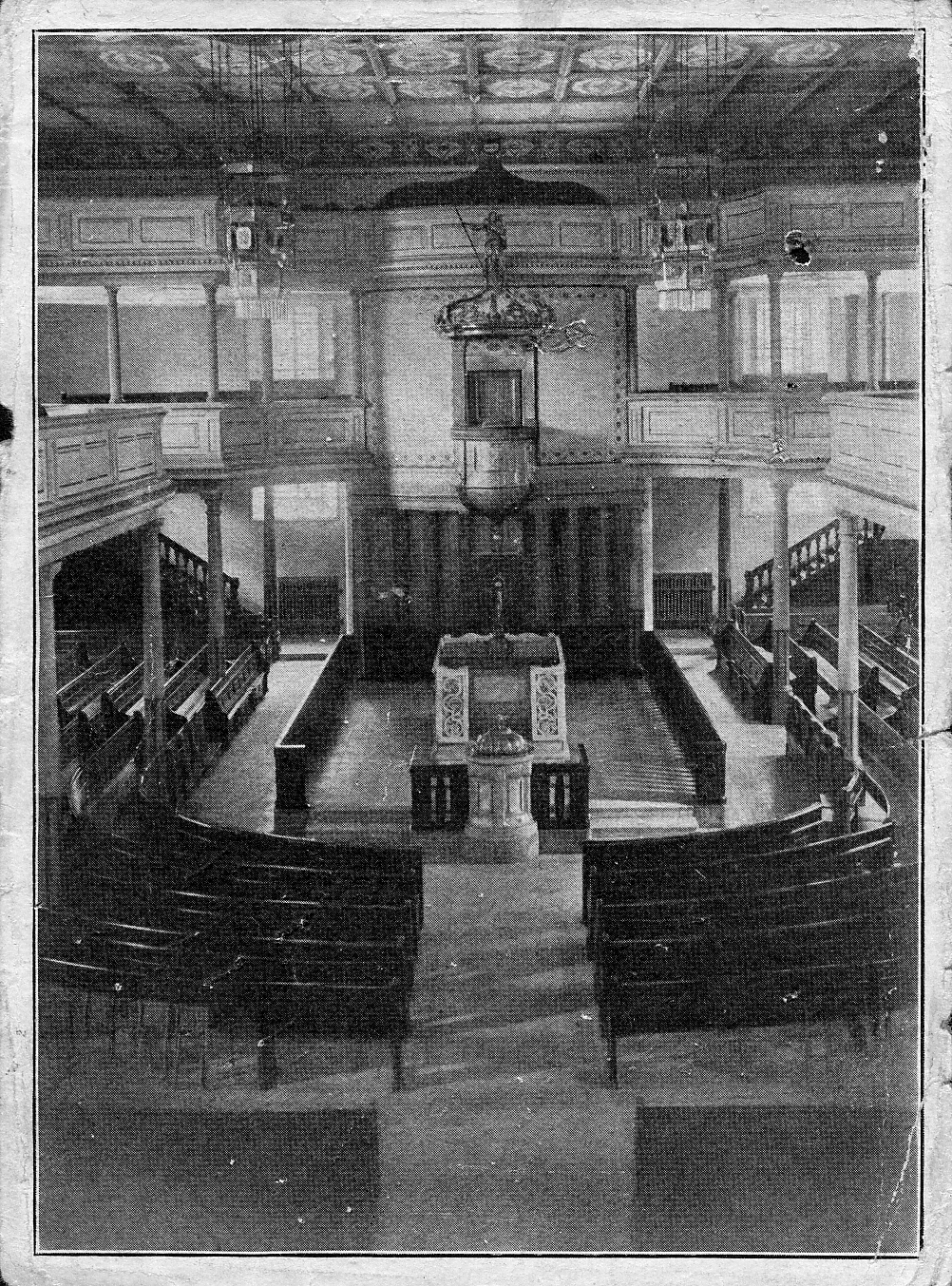
Inneres nach der Renovierung von 1909

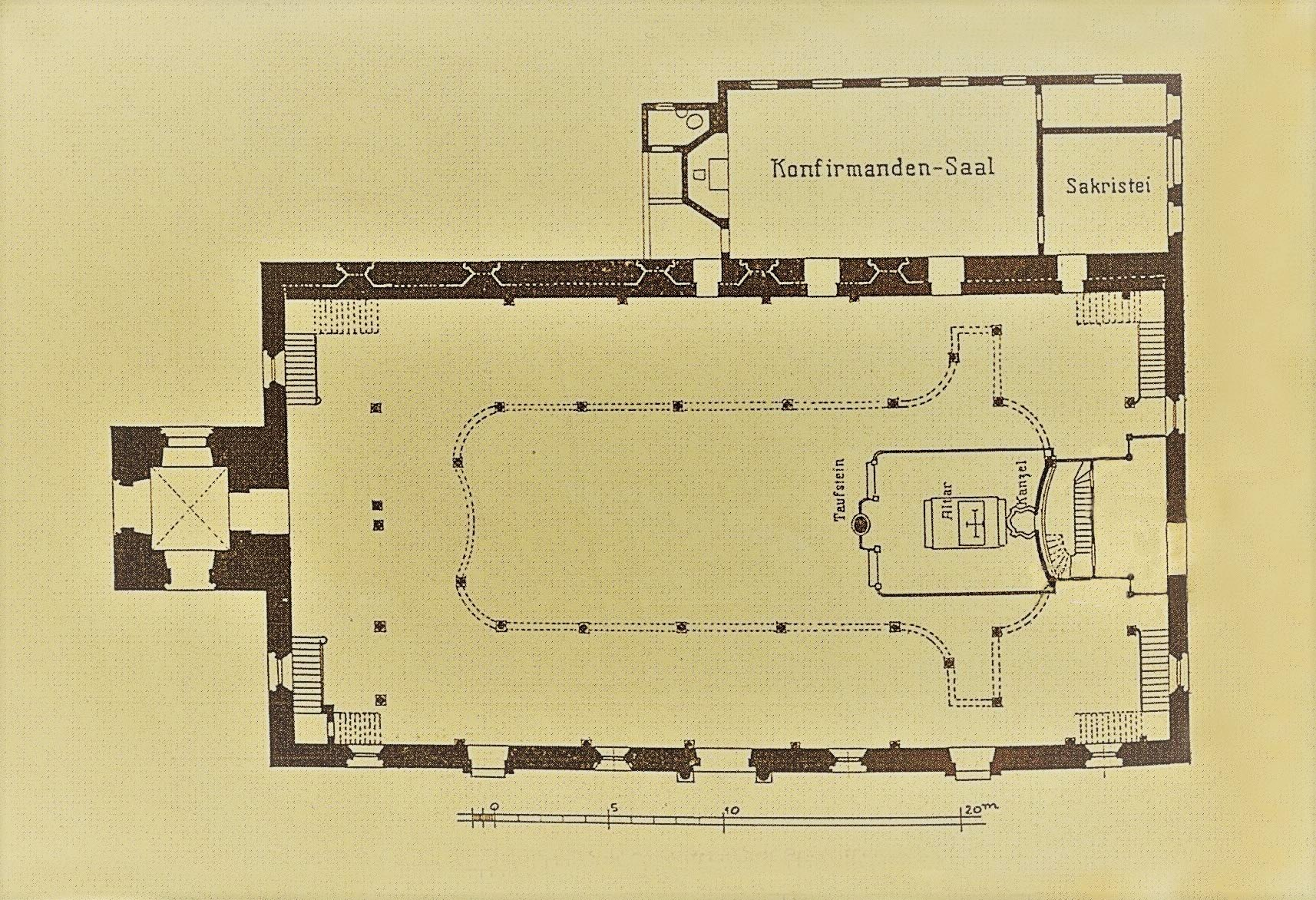
Grundriss der Stadtkirche, Darstellung von 1924

1708 musste die Decke erneuert werden – sie war durch die Nutzung als Fruchtschütte stark durchgebogen. Das hielt aber nicht vor: Am 9. April 1769 krachte es während des Karfreitag-Gottesdienstes laut im Dachstuhl – eine Panik entstand – und vier Menschen kamen beim Andrang auf die nach innen zu öffnenden Türen ums Leben.
Ein verstärkter und im Vergleich mit der Schickhardt-Konstruktion nur scheinbar verbesserter Dachstuhl wurde 1770 unter ausgiebiger Verwendung von Konstruktionsholz aus der Schickhardt-Zeit (auch so genanntes Floßholz aus dem Schwarzwald) durch Werkmeister Johann Christian Adam Ezel (1743–1801) und Balier (Polier) Frank neu aufgerichtet, die hölzerne Kirchendecke im Stil des Rokoko neu bemalt und mit neuem Kranzgesims versehen. Auch wurden in die östliche Langseite zwei weitere Portale eingebaut – unverständlicherweise auch wieder nach innen öffnend. Sie sind seit 1976, seit der Anlegung des neuen Haupteingangs vom westlichen Kirchgarten her, dauerhaft verschlossen, da sie sich nicht als Fluchtweg eignen. Die bis ins letzte Drittel des 19. Jahrhunderts ohne Überlastung reichende Nutzung der Kornböden richtete keine Dachwerkschäden mehr an. Da für die Dachstuhlerneuerung wieder, wie beim Neubau, ein stabiles Innengerüst unerlässlich war, mussten auch die Emporen von 1619 abgebaut werden. Der anschließende Innenausbau der Kirche 1772 nahm keine Rücksicht auf die bisherige Querkirchen-Konzeption, sondern schuf den heute vorfindlichen Innenraum. Kirchenrats-Baumeister Wilhelm Friedrich Goez aus Ludwigsburg konzipierte 1772 die Emporenanlage dem Zeitgeschmack entsprechend völlig neu: Im Zuge der Schaffung einer Umlauf-Empore (siehe Darstellung von 1924) wurde – unter Aufgabe der ursprünglichen und reformationstheologisch begründeten Raumfassung – die Kanzel von der südöstlichen Langseite an die nordöstliche Schmalseite verlegt. Das Innere und das Gestühl bekam dadurch eine Längsausrichtung mit nun gleichwertiger Betonung von axial angeordneter Hochkanzel (Predigt des Wortes Gottes) und unten davor frei stehendem Altar. Die Empore wird noch heute getragen von den fast zierlichen, eichenen „Frey-Säulen“, wie Baumeister Goez die Rundsäulen aus Eichenholz als Emporestützen bei allen seinen Kirchen nennt, also von Säulen, die frei stehend große Lasten tragen. Die Herstellung solcher Säulen (bis 4 Meter Länge, nach oben mit leichter Wölbung sich verjüngend) war damals nur mit Drehbänken denkbar, die von einem Mühlrad angetrieben wurden. Die Marmorierarbeiten in weiß, rot, blau und gold am Holzwerk der Emporenbrüstung und der Säulen besorgte ein Mitglied der überregional bedeutenden Degginger Stuckateurfamilie Schweizer. Die bisher in der Stadtkirche hängenden Epitaphien wurden 1770 von zwei Zimmerleuten in der Stadtkirche aus- und in der Oberhofenkirche eingebaut, um einen ruhigeren und schöneren Raumeindruck zu haben.
1838 bis 1845 wurde der baufällige Turm in der Südwestecke des Kirchenraums, noch aus Zeiten der Stadtbefestigung und Johanneskapelle, beseitigt und der heutige Turm mittig an den Südgiebel gebaut. Dafür musste das von Schickhardt entworfene Südportal weichen. Der 52 Meter hohe Turm passt mit seinem neoromanischen Stil nicht recht zur Renaissancekirche und hat die ehemaligen, auch die Südfassade gliedernden Renaissance-Proportionen (Goldener Schnitt) zerstört. Er wurde aber indirekt zum schriftstellerischen Protestort gegen die antidemokratische Politik des damaligen Königs Wilhelm I. von Württemberg: Mehrere demokratisch-„aufrührerische“ Schriften des beliebten Göppinger Schulmeisters, Journalisten und späteren Ehrenbürgers Johannes Betz (1784–1881) wurden in der Turmkugel und im Mauerwerk versteckt und Ende des 20. Jahrhunderts aufgefunden.

### 20.Jahrhundert
1899/1900 erfolgte der Anbau einer Sakristei und eines Konfirmandensaals außen an der Westseite und 1909/1910 durch Planung von Oberbaurat Heinrich Dolmetsch, gestorben 1908, und posthumer Ausführung durch seinen Sohn Theodor Dolmetsch zusammen mit Professor Felix Schuster eine Überarbeitung der Kirche im Jugendstil, die vor allem am dezent-geometrischen Spätjugendstil-Dekor der Glasfenster, der Bemalung auf textiler Unterspannung der Deckenfelder und an den großen Leuchtern sichtbar wird. Die Emporenanlage und Hochkanzel von Goez blieben erhalten, unter der Kanzel wurde durch axiale Anordnung eines erstmaligen Taufbeckens vor dem Altar und Anbringung einer Altarschranke zum Mahlempfang der Dreiklang Taufe – Abendmahl – Predigt betont und hinter dem Altar die Wand auf Vorschlag des Landeskonservators Eugen Gradmann geschlossen. Die Altarschranken wurden in der Mitte des 20. Jahrhunderts bereits wieder entfernt.
1973–1976 fand die letzte Innenrenovierung unter Architekt Peter Haag aus Schorndorf und nach dessen Tod 1974 durch seinen Büronachfolger Erwin Laichinger statt. Vorausgegangen waren weitgehende Veränderungsplanungen (Einziehen eines Zwischenbodens und Etablieren von Gemeinderäumen im Erdgeschoss), die aber nach heftig geführter öffentlicher Diskussion und Meinungsumfrage in der Gemeinde nicht weiter verfolgt wurden. Die Farbfassung aus der Barockzeit wurde wieder übernommen und auch auf das Holz der Emporenbrüstung übertragen, jedoch im Deckenbereich und bei den vier großen Leuchtern dem Jugendstil der Vorzug gegeben. Die Kohlenöfen der Jahrhundertwende und die Dampfheizung der 1920er Jahre wurden 1974 durch den tiefen Aushub des Kirchenbodens und den Neubau einer echten antiken und gleichzeitig umweltfreundlichen Warmluft-Hypokaustenheizung mit Gasbefeuerung und Konverter ersetzt.

## Architektur

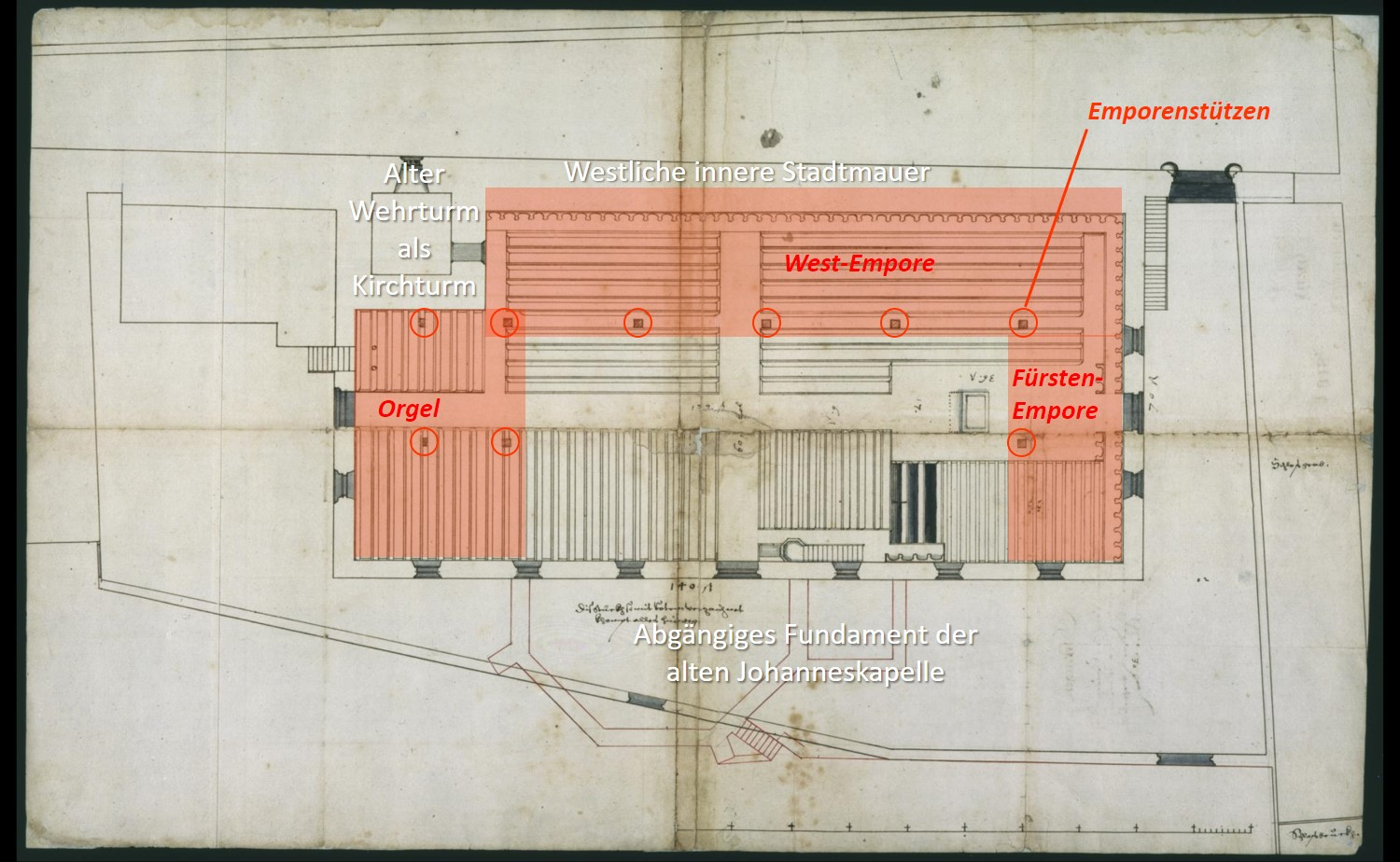
Stadtkirche Göppingen, Grundriss von Baumeister Heinrich Schickhardt, 1618, mit Parterre-Gestühl – Ostseite unten, innen mit Kanzel, außen mit Rest der abgebrochenen Kapelle

### Renaissancekirche
Hohe schlanke Fenster mit gebrochenen Dreiecksgiebeln (Architrav) bestimmen die Fassaden. Trauf- und Giebelgesimse betonen die Horizontale gegenüber einer vergangenen gotischen Vertikalstruktur. Das Rechteck der Nordfassade wird durch das Portal, die Rechteck- und das Rundfenster im Goldenen Schnitt gegliedert. Dies galt bis zum Emporen-Umbau 1772 auch für die Flächen der Sitzbankgruppen im Inneren und bis zum Turmneubau 1845 auch an der Südfassade. Seit der Antike wird in diesen Proportionen eine universelle Konstante der Harmonie gesehen. Und das nördliche Giebeldreieck enthält in der gleichseitigen Dreiecksanordnung Tetraktys der zehn Fenster die seit dem frühgriechischen Mathematiker Pythagoras sogenannte Sphärenharmonie, deren musikalische Zahlen- und Klangverhältnisse (harmonische Grundkonsonanzen) die Struktur der menschlichen Seele, jeglichen Wohlklang und die Vollkommenheit der Schöpfung und Weltharmonie ausdrücken sollen. Diese Merkmale des pythagoräischen Dreiecks fanden sich sogar in der Form und dem Kreisbogenschwung des nur noch in einer Abbildung erhaltenen Dachhelms des alten Stadtkirchenturms wie auch bei heute noch erhaltenen Schickhardt-Turmdächern. All dies sind Ausdrucksformen der Renaissance mit Bedeutungen und Botschaften zwischen Philosophie und Theologie – heute nur noch mit Anleitung verständlich. Das Ostportal zur Kirchstraße und das Nordportal zum Schloss hin mit ihrem reichen Schmuck stammen aus der Erbauungszeit. Lediglich die von Steinmetz Melchior Gockheler aus Schorndorf geschaffenen Wappen von Herzog Johann Friedrich von Württemberg und seiner Gemahlin Barbara Sophie Margaretha zu Brandenburg-Ansbach über dem Ostportal sind Kopien, ihre Originale befinden sich im Bestand des Göppinger Stadtmuseums.

### Querkirche

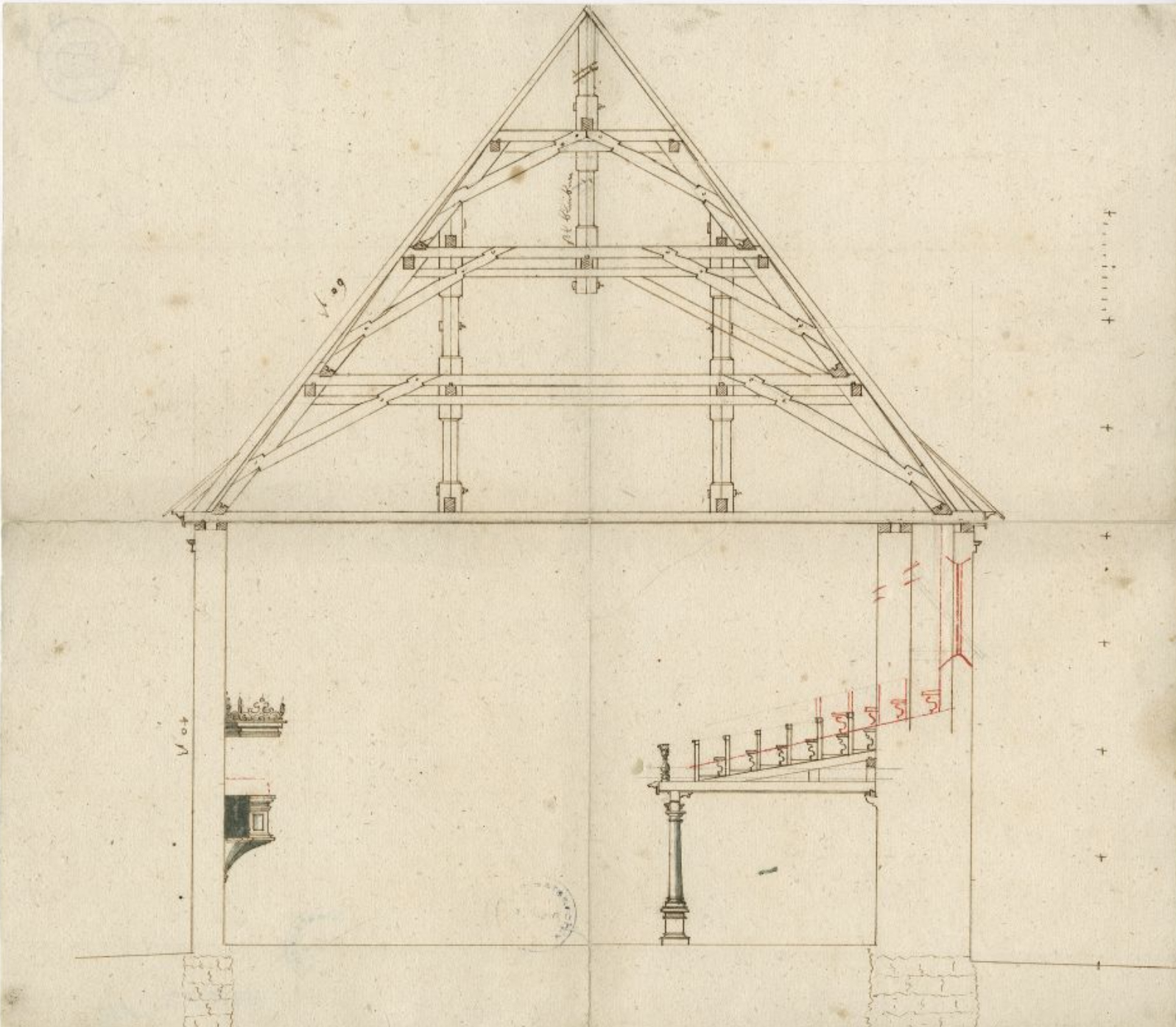
Stadtkirche Göppingen, Aufriss von Baumeister Heinrich Schickhardt 1618, rechts Westwand

Anders als im heutigen Innenraum ablesbar, ist die Stadtkirche von Heinrich Schickhardt als protestantische Predigtkirche oder Predigtsaalkirche ohne Chor nach dem Vorbild seiner kleineren Kirche St. Martin in Montbéliard als Querkirche konzipiert und gebaut worden: mit Längswand-Kanzel und Altar an der Schmalseite – wie die Torgauer Schlosskapelle auf Schloss Hartenfels, von Martin Luther 1544 noch persönlich eingeweiht, nur mit einer dreiseitigen Empore mit Platz für die Orgel über dem Südportal und für die Herzogsfamilie mit „Standespersonen“ über dem Nordportal. Der stattliche Bau hat die Außenmaße in der Länge von 40,40 Meter, in der Breite von 20, 91 Meter und in der Höhe bis zum Dachansatz von 11,46 Meter, bis zum Dachfirst von 24,50 Meter. In der ursprünglichen Ausstattung bot er Sitzplätze für mehr als 1600 der gut 3000 Gemeindeglieder.

### Reformatorische Konzeption
Die Quersaal-Konzeption mit Sitz-, Hör- und Blickrichtung der breit versammelten Gemeinde allein auf die Kanzel an der östlichen Langseite und die untergeordnete Position und Bedeutung des frei stehenden Altartisches an der nördlichen Schmalseite entsprach dem Gottesdienstverständnis von Martin Luther, das er in seiner Torgauer Einweihungspredigt am 5. Oktober 1544 ausdrücklich formuliert hat und das bereits die dortige Bau- und Ausstattungskonzeption bestimmt hatte. Es entstand so eine neue Gattung des Kirchenbaus: Im Mittelpunkt des gottesdienstlichen Gebäudes und Geschehens steht nicht mehr der klassische, erhöht platzierte Block- oder Tischaltar in einem vom Kirchenschiff separierten, dem Klerus vorbehaltenen Sakralraum, dem Chor, in den Reliquien eingelassen sind und auf den sich der Gläubige seit den Zeiten des byzantinischen Kirchenbaus wie in einer Prozession zubewegt. Im Mittelpunkt der neuen evangelischen Predigtkirche steht die Kanzel, der Ort der Verkündigung der viva vox evangelii, des in Christus Gestalt gewordenen, lebendigen Wortes Gottes. Zu dessen Verkündigung, zum Gebet und zum Abendmahl ist nach Luther jeder Ort und Raum recht. Der Altar ist nicht mehr geweihter Ort des sonntäglichen Messopfers, sondern Tisch des Herrn, um den sich die Gemeinde zum priesterlichen Dienst aller Gläubigen, zum Abendmahl versammelt – in Württemberg seit der Reformation bis zur Gottesdienstreform 1912 jährlich in der Regel fast nur zu den wichtigen kirchlichen Festtagen.

### Besonders in Württemberg: rein protestantischer Kirchenbau
Als erster evangelischer Kirchenneubau der Welt war um das Jahr 1535 die Schlosskirche Hohentübingen als längsgerichtete Predigtkirche mit der Kanzel auf einer der beiden Schmalseiten des Kirchenraumes fertiggestellt worden. Acht Jahre später, am 25. April 1543, und eineinhalb Jahre vor Torgau, war dann vom Nürnberger Reformator Andreas Osiander im Pfalzgrafenschloss von Neuburg an der Donau die Schlosskapelle ohne Quer-Ausrichtung eingeweiht worden, gefolgt von der Torgauer und dann der Stuttgarter Schlosskapelle in Querkirchen-Form. In St. Martin in Mömpelgard, der älteren Schickhardt-Kirche, 1601–1607 errichtet, befand sich die Kanzel ursprünglich an der (dort nördlichen) Längswand. Die nach der Reformation zweite im evangelischen Württemberg gebaute Kirche, die Evangelische Schlosskirche im Stuttgarter Alten Schloss, weist bis heute – trotz des kleinen polygonalen Choranbaus mittig in der Längsseite – im Prinzip die gleiche Quersaal-Gestaltung auf, die auch bei anderen von Schickhardt gebauten oder beeinflussten Kirchen, späteren Baumeistern und in einigen evangelischen Barockkirchen in programmatischer Abkehr vom katholischen Altardienst Eingang in die evangelische Kirchbautradition fand. Die Einordnung der Göppinger Stadtkirche in diese Tradition fehlt bisher in der Darstellung und Bewertung protestantischer Raumprogramme in württembergischen Kirchen – trotz eindeutiger archivalischer Belege und des sprechenden Vergleichs mit der Torgauer Schlosskapelle.
Der gerade auch in der Göppinger Stadtkirche von 1619 bis 1770 Gestalt gewordene, auf die Wortverkündigung ausgerichtete Quersaal in lutherischem Gottesdienst- und Raumverständnis hat sich im ersten und zweiten nachreformatorischen Jahrhundert nicht überall in Württemberg durchgesetzt und hat auf den ersten Blick Ähnlichkeiten mit Kirchenräumen reformierter calvinistischer Prägung.

### Beziehung zu „Luthers erster Kirche“: Torgauer Schlosskirche

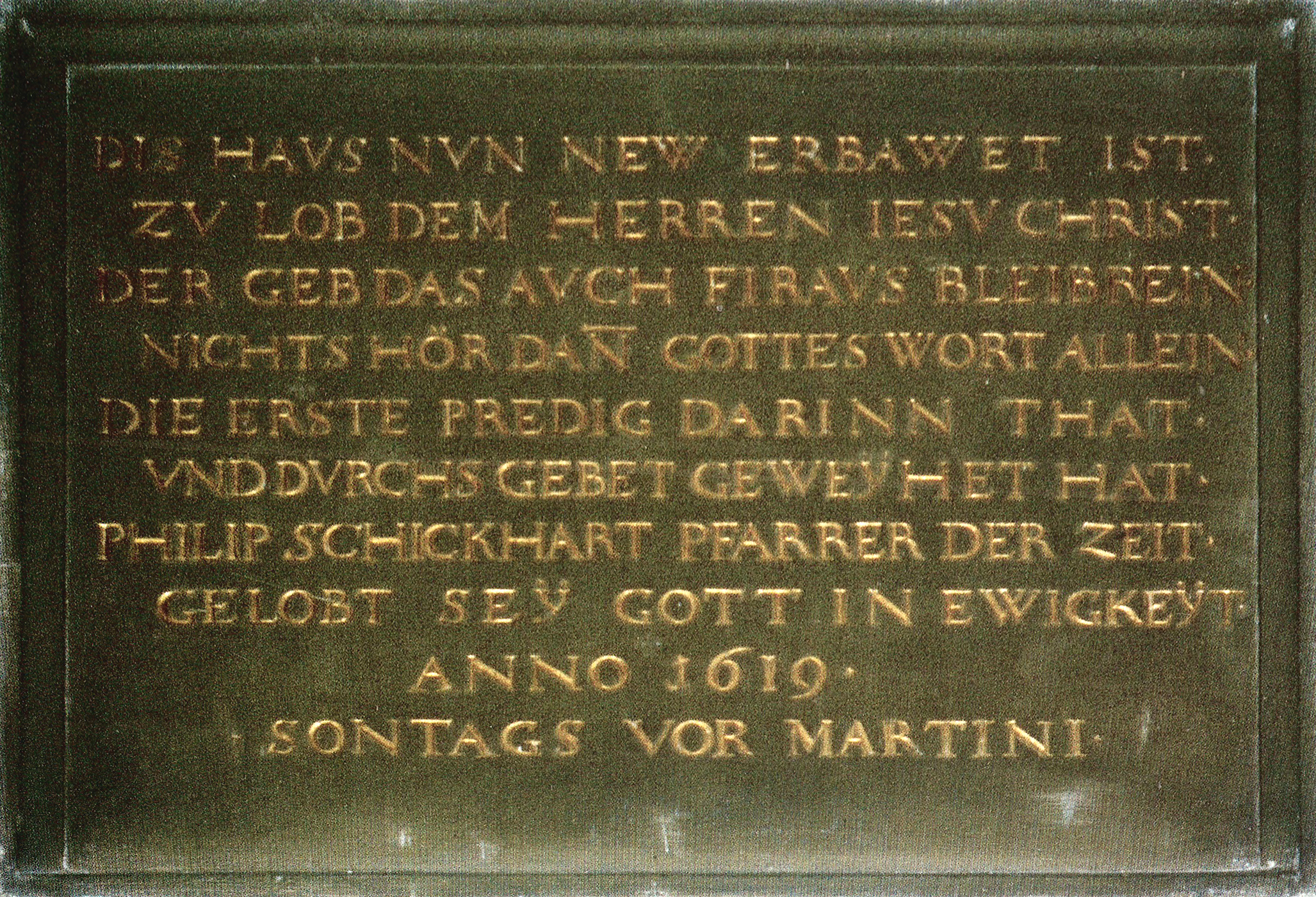
Gedenktafel zur Einweihung der Stadtkirche am 7. November 1619

Wie stark sich Heinrich Schickhardt beim Göppinger Stadtkirchenbau auf Martin Luther und den Schlosskirchenbau in Torgau bezog, wird auch in der original erhaltenen Einweihungsinschrift deutlich: Dis Haus nun new erbauet ist / zu Lob dem Herren Jesu Christ. | Der geb das auch firaus bleib rein / nichts hör dan(n) Gottes Wort allein. | Die erste Predig darinn that / und durchs Gebet geweyhet hat | Philip Schickhart Pfarrer der Zeit. / Gelobt sey Gott in Ewigkeyt. | Anno 1619 / Sontags vor Martini. Sie nimmt den Wortlaut einer nicht mehr erhaltenen, aber gut bezeugten Inschrift in der Torgauer Schlosskapelle auf, die in schlichter deutscher Reimfassung den lateinischen Text der erhaltenen monumentalen Bronze-Gedenktafel paraphrasiert: Diß Haus auffs new gebawet ist / Zu lob dem herren Jhesu Christ. […] Gott geb das es fort bleyb rein / Nichts hör dan Gottes wort allein. […] Doctor Martin der Gottes man | Die erste predigt darin that / Darmit das haus geweiet hat. / Kein Chrisssem / weiwasser er braucht / Kein Kertz / Kein fáan / noch weirauch. / Das Gödlich wort / vnd sein gebet / Sambt der gleubigen darzu thet. Die „Weihe“ beider Kirchen geschah demnach – Luthers liturgischen Vorstellungen folgend – ausdrücklich nicht durch das herkömmliche Zeremoniell der Konsekration (Kirchweihe, Altarweihe), die in der katholischen Kirche nur vom zuständigen Bischof oder seinem Vertreter vorgenommen wurde und wird, sondern – wie Luther in der Torgauer Einweihungspredigt betont – allein durch die evangelischen Schwerpunkte Predigtwort, Lobgesang der Gemeinde und Gebet.
Damit ist die Stadtkirche Göppingen in ihrer bis zum Innen-Umbau 1772 beibehaltenen ursprünglichen Gestaltung der erste Kirchenbau in der Landeskirche, dessen auf Luther zurückgehende architektonisch-theologisch-liturgische Konzeption ausdrücklich bezeugt ist. Dieser Bedeutung entspricht programmatisch auch die Einweihung am 7. November, dem Sonntag vor dem Martinstag und Luthers Geburtstag, und zum 75. Jubiläum der Torgauer Schlosskapelle. Die anderen württembergisch-evangelischen Kirchenneubauten nach der Stuttgarter Schlosskapelle 1562 und der Laurentiuskirche Oberderdingen 1574 sind bis kurz nach Beginn und wieder ab Ende des Dreißigjährigen Kriegs entweder vom Landesherrn durch seinen Landesbaumeister selbst beeinflusste oder entworfene Kirchen nach einem ohne Chorraum auskommenden Predigtsaal- und Querkirchen-Konzept, oder Neuerrichtungen auf und an bestehender Bausubstanz (Fundament, gotischer Chor, Turm) mit Querkirchen-Tendenz bei eingeschränkten Gestaltungsmöglichkeiten, oder aber nach Vorstellungen des patronatsherrlichen Ortsadels konzipierte Dorfkirchen (von Woellwarth, Haus Hohenlohe-Waldenburg und Hohenlohe Weikersheim, Schenken von Limpurg, Patrizierfamilie Ehinger und anderen).

### Das Dachwerk: weit gespannt und hoch belastbar
Der Herzog ging auf die Bitten der Göppinger Bürger zur profanen Nutzung der Kirche ein (so zu sagen: „zur geistlichen auch die leibliche Speise“): Vergrößerung des ursprünglich geplanten Grundrisses durch Einbeziehung der westlichen Stadtmauer noch nach Baubeginn, dadurch auch Vergrößerung der Dachgeschossfläche, Gestaltung des gewaltigen Dachraumes als „Fruchtschütte“ (Kornkasten) in drei Stockwerken. Denn bisher hatten sie dafür das Adelberger Kornhaus (heutige Nutzung: Stadtbibliothek Göppingen) gegen Zahlung des „Kastenzinses“ zur Verfügung, den sie in Zukunft einsparen konnten. Eine sehr anspruchsvolle, die große Spannweite und die Lasten-Tragfähigkeit bis an die Grenzen ausreizende Dachstuhl-Konstruktion war dazu notwendig, da der Kirchenraum trotz einer lichten Breite von fast 20 Metern völlig ohne Säulen auskommen sollte: ein für drei Korn- und einen Spitzboden konstruierter Dachraum mit dreifachem Hängewerk-Dachstuhl – nicht aus Eichen-, sondern aus leichteren Tannenbalken –, der in der Lage ist, das Gewicht von 100 Tonnen der ungefähr 50.000 Ziegel, das Gebälk-Eigengewicht von 500 Tonnen und die Last von bis zu 2.000 Kornsäcken (100 Tonnen) zu tragen, die über einen eingebauten und noch vorhandenen Kran hochgezogen und hinabgelassen wurden. Über die fast dreifache Baukostensteigerung durch Grundflächenvergrößerung um ein Viertel, die Dacherhöhung, zusätzliches Baumaterial und Fenster, die Überlänge der Balken (22 Meter) und deren Transport von weither legte Schickhardt detailliert Rechenschaft ab.

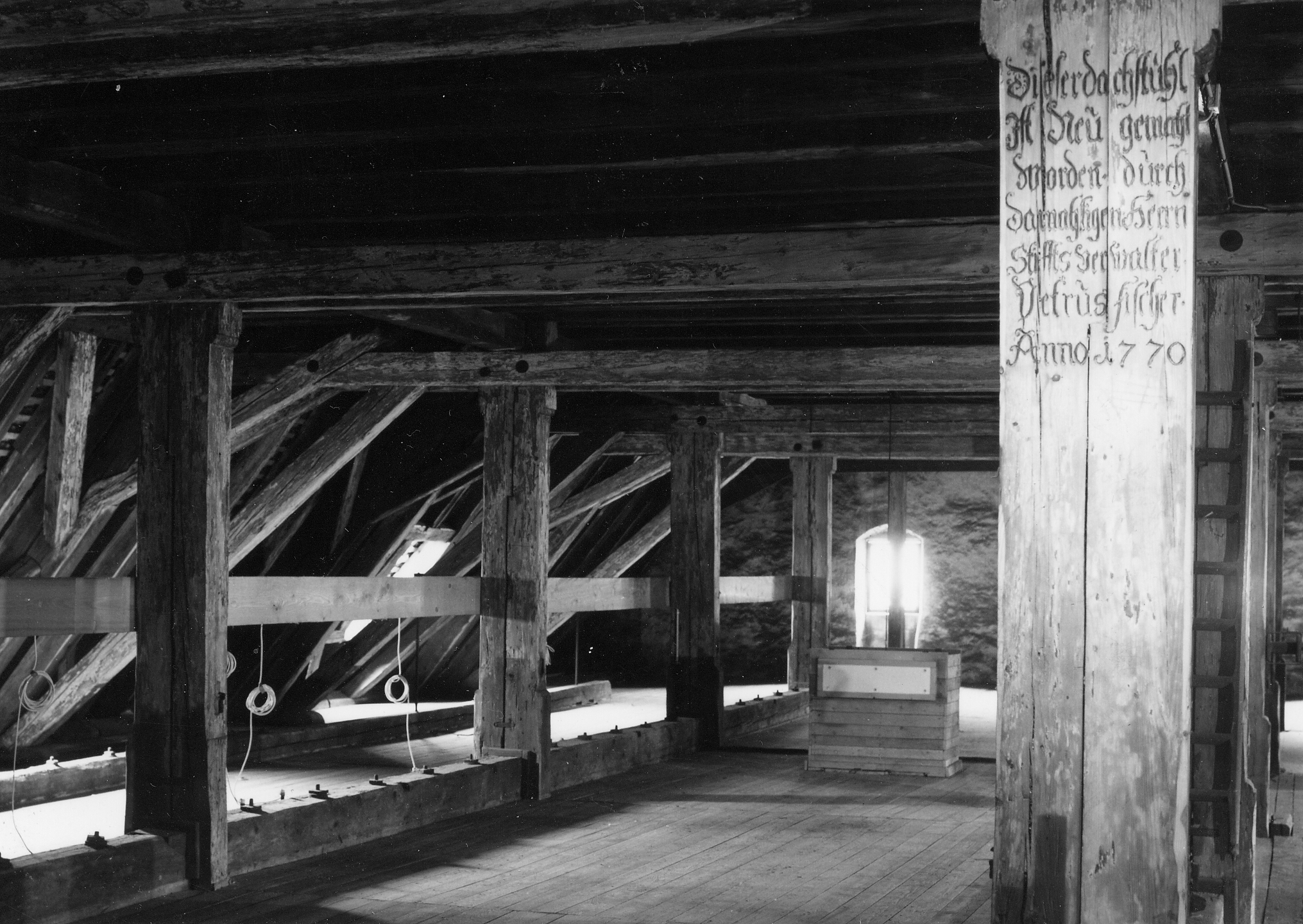
Stadtkirche Göppingen 1770, Fruchtschütte 1. Dachstockwerk, mit Inschrift von 1770
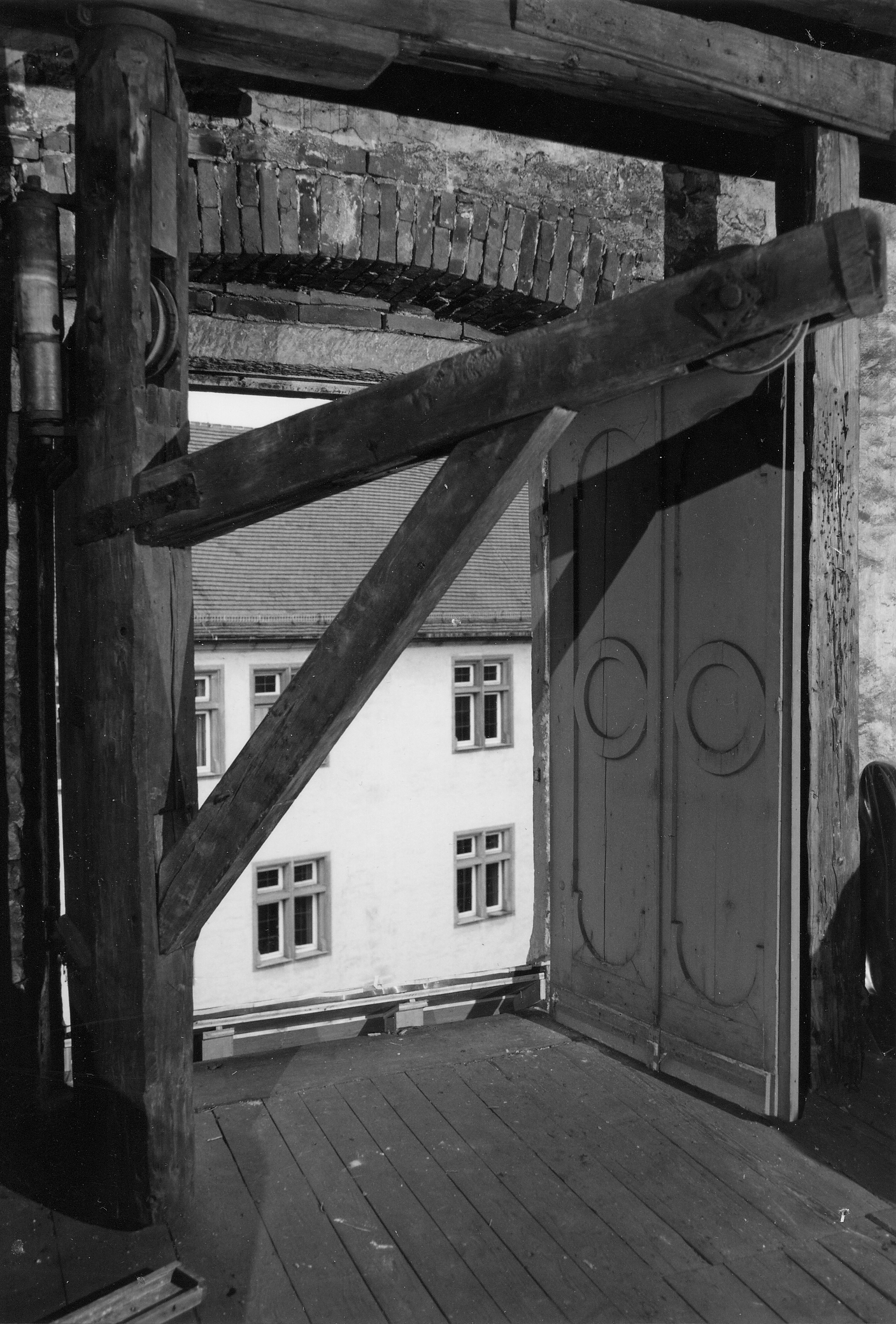
Stadtkirche Göppingen 1770, Kran
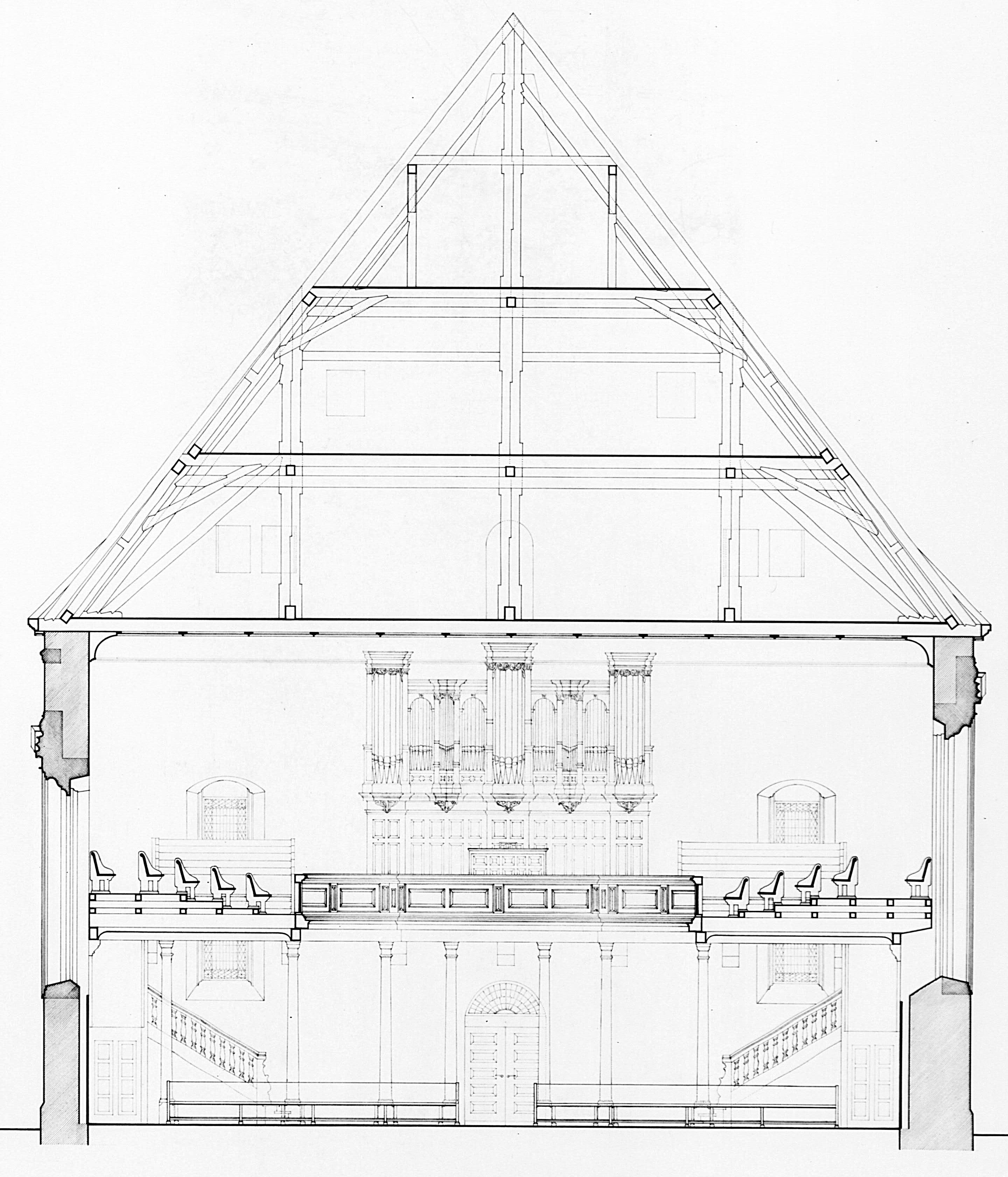
Stadtkirche Göppingen, Dachstuhlversion 1770 von Baumeister Johann Christian Adam Etzel, Aufriss Theodor Dolmetsch 1909

## Ausstattung
1705 wurde die erste Orgel von 1619 durch eine neue ersetzt. Das Kruzifix stammt aus der Barockzeit (ca. 1750). Die Kanzel aus Lindenholz von 1770 erhielt als Hauptschmuck auf dem Schalldeckel die Skulptur des Guten Hirten, gefertigt von Bildhauer Johannes Gößer aus Deggingen. Der bewegliche Taufstein einschließlich Deckel wurde erst 1909/1910 gefertigt und an die barocke Innengestaltung der Kirche angepasst. Außen im Turm-Durchgang steht als Gefallenendenkmal zum Ersten Weltkrieg ein Altarstein (Zementguss-Verfahren) aus dem Jahre 1922 von Jakob Wilhelm Fehrle, mit den Gedenktafeln an der Südwand zusammengehörig.
Bei der letzten Innenrenovierung 1973–1976 wurden unter künstlerischer Beratung durch Gerhard Dreher der erhöhte Altar, die dem Abendmahlsempfang dienenden ausladenden Altarschranken und der Taufstein durch moderne und bewegliche Prinzipalstücke von Bildhauer und Steinmetz Johannes Engelhardt (1927–1990) aus Wemding ersetzt. Eine flexible Bestuhlung ersetzte die schon seit 1910 halbkreisförmig angeordneten festen Bänke im Erdgeschoss. Sie lässt sich den Erfordernissen der kleiner gewordenen sonntäglichen Gottesdienstgemeinde (Zentrierung durch Halbrund-Bestuhlung in der Raummitte vor dem Altartisch mit Ambo) ebenso anpassen wie dem Bedarf für Konzerte, Vorträge, Film- und Theatervorführung sowie Jugendgottesdienste und der Vesperkirche mit fast vollflächiger Esstisch- und Theken-Aufstellung. Die Langseitenwände wurden um das Jahr 2000 mit Bilderschienen und Spezialbeleuchtung für Ausstellungen nutzbar gemacht. Der Westanbau (Sakristei und Konfirmandensaal) wurde 1974 vor der Innenrenovierung abgerissen; stattdessen wurde ein kleines funktionales Gemeindehaus in Flachdach- und Sichtbeton-Bauweise errichtet („Pavillon“; 2004 renoviert und erweitert).
Der Göppinger Metallbildhauer Kurt Grabert (1922–1999) hatte angesichts der Hungerkatastrophe 1984 in Äthiopien nach medialer Berichterstattung über Birhan Woldu die Bronzeskulptur Afrika hungert, eine bettelnde Mutter mit ausgemergeltem Kind, geschaffen und 1999 als Dauerleihgabe am Westeingang der Kirche platziert. Für dieses Hauptportal gestaltete er 1990–1998 eine Bronze-Doppeltür in Anlehnung an mittelalterliche Kirchenportal- und -fassadendarstellungen. Der Rahmen zeigt Szenen und Symbole der Heils-, Reformations- und Zeitgeschichte; die Flügel variieren das Thema „… und wohnte unter uns“. Linker Flügel: Gott kommt in die Welt – in einem Kind, Der Tisch des Herrn – Christus bricht das Brot, Station Fußgängerzone – Christus trägt das Kreuz, der Brudermord; rechter Flügel: Der Dialog zwischen den Konfessionen und Religionen, Recht und Gerechtigkeit, Nächstenliebe und Barmherzigkeit, Sündenfall – Vertreibung aus dem Paradies. Der in Göppingen geborene Bad Boller Künstler Klaus Heider, Preisträger 1993 des Heinrich-Schickhardt-Kulturpreises der Stadt Göppingen, schuf 2004 im Rahmen der Evangelischen Kirchenbezirkstage und seiner integrierten Werkausstellung Licht: Anwesenheit – Abwesenheit eigens für die Stadtkirche als Unikat eine Lichtinstallation, den „Schwebenden Horizont“ über dem Altar, ein zehn Meter langes Flächenlichtband aus Elektrolumineszenz-Folie, dem „Licht der Zukunft“.

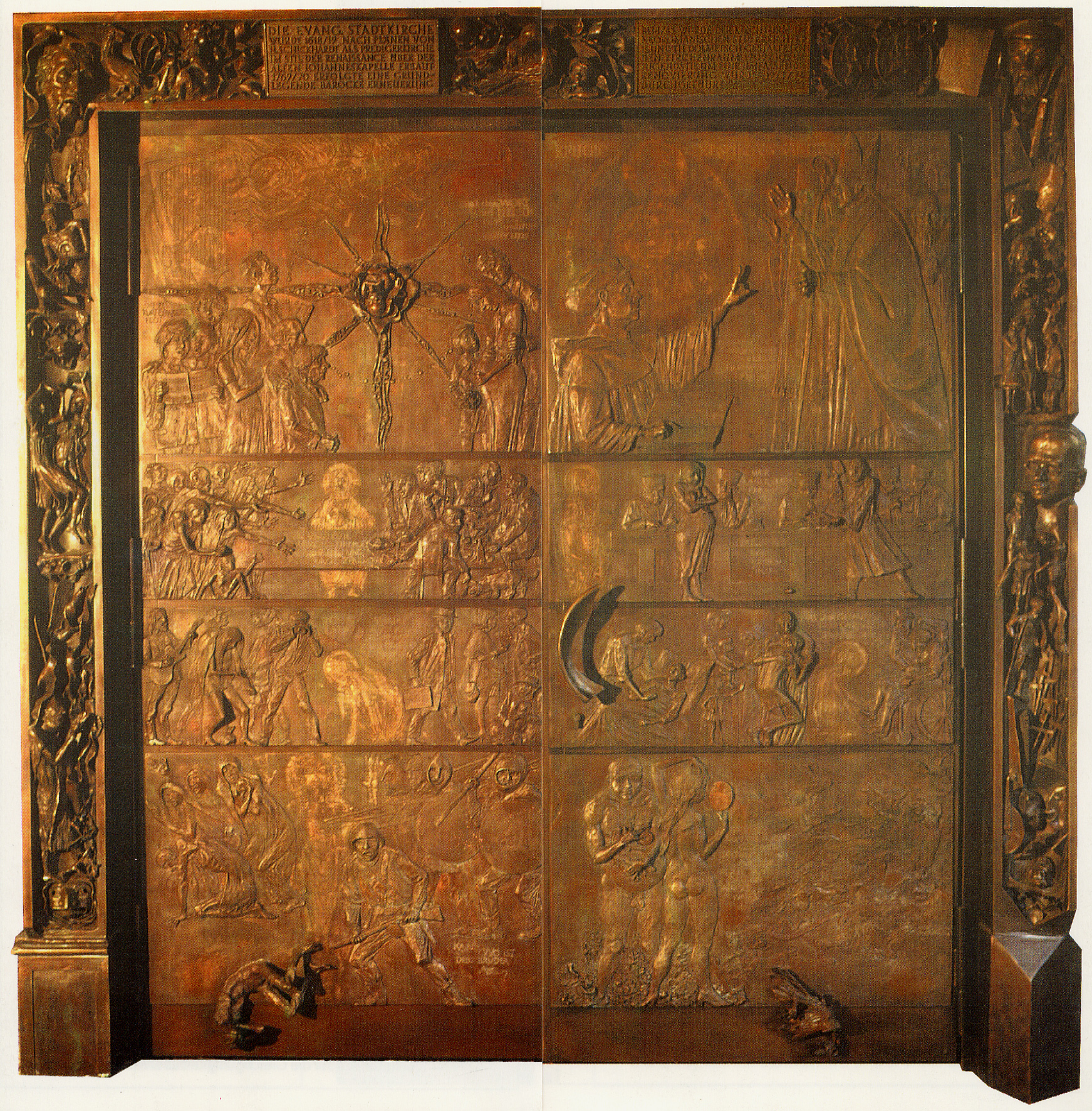
Bronzeportal (Kurt Grabert, 1998)
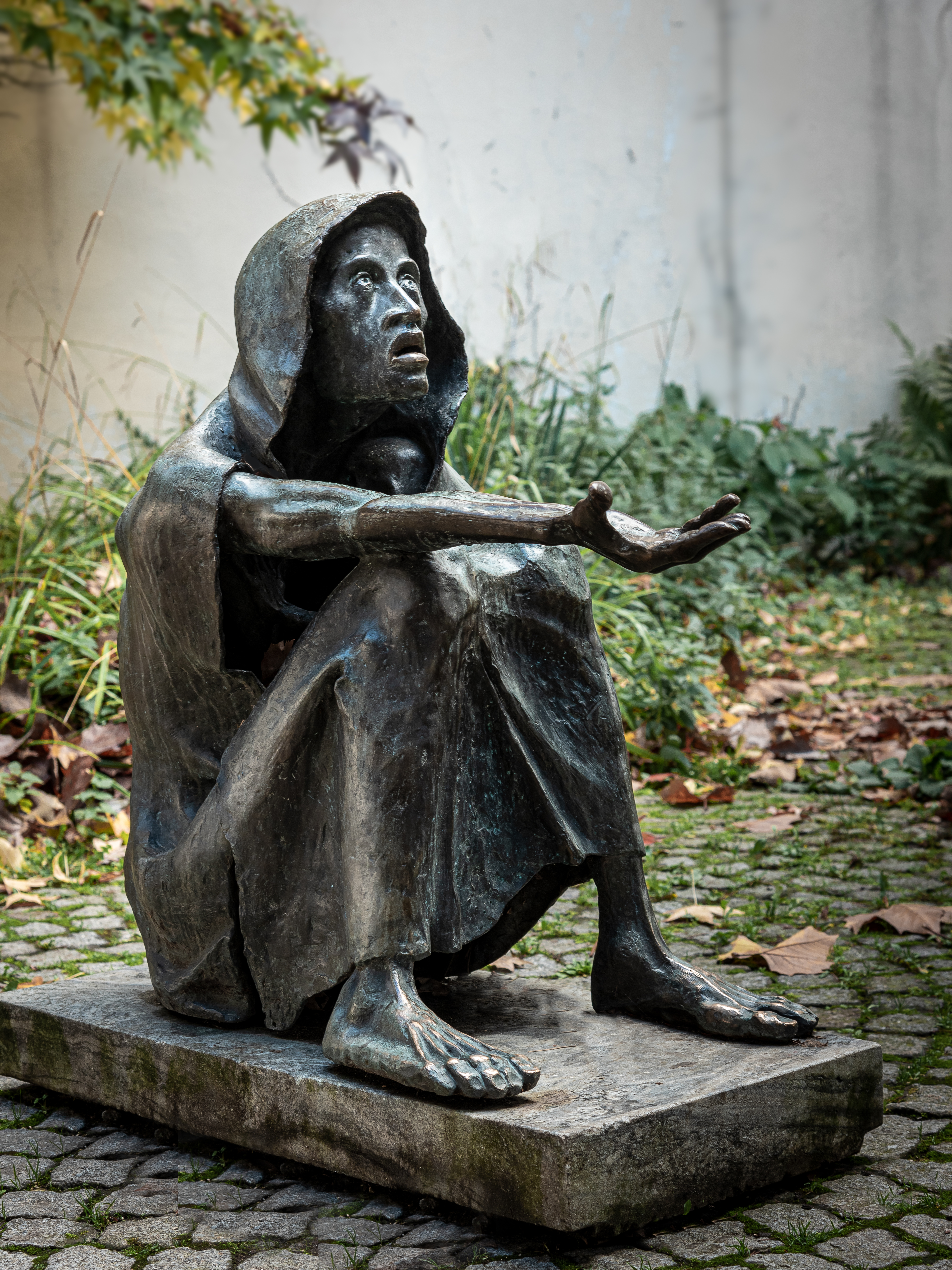
Bronzefigur Afrika hungert (Kurt Grabert)
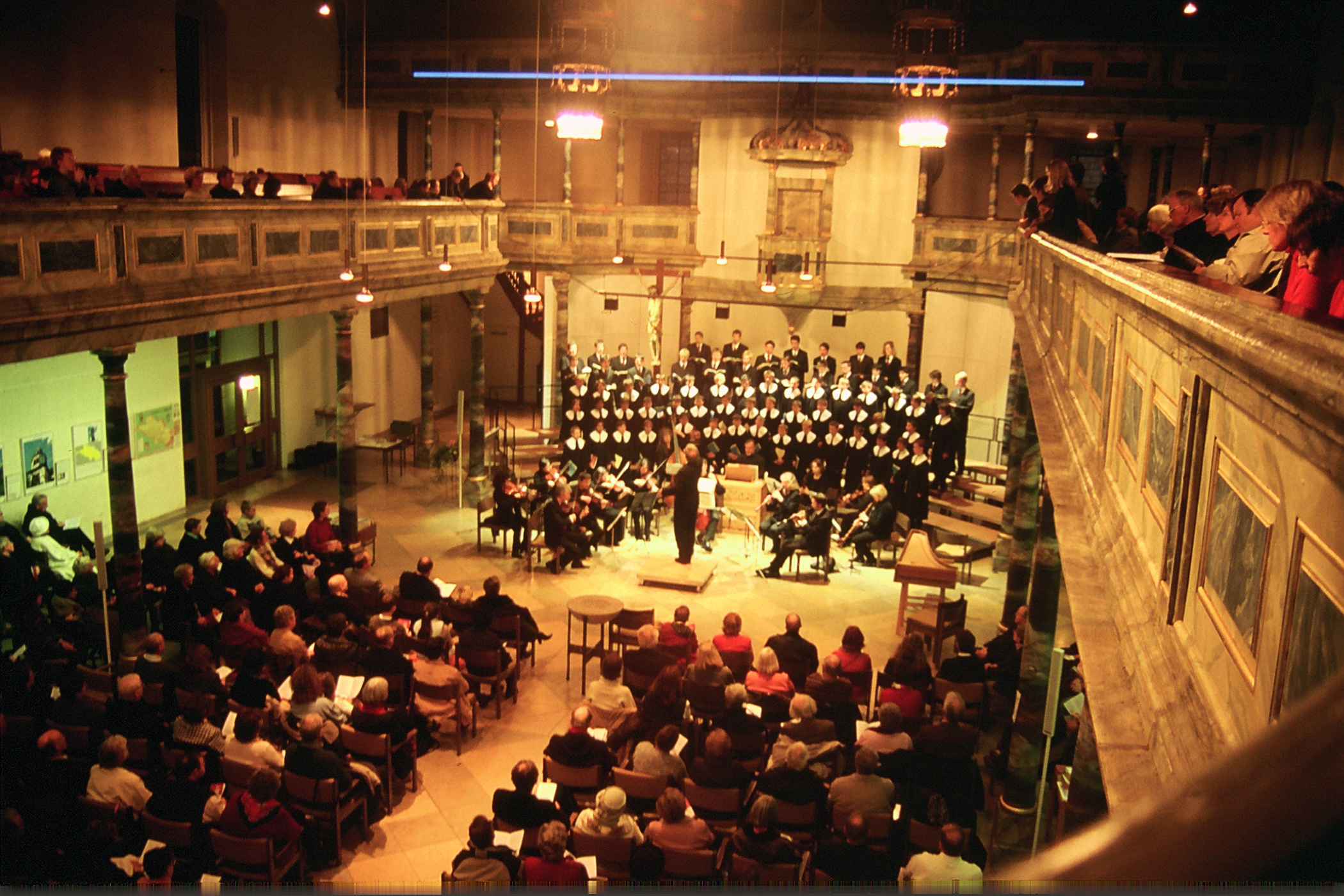
Schwebender Horizont (Klaus Heider, 2004)

## Orgel

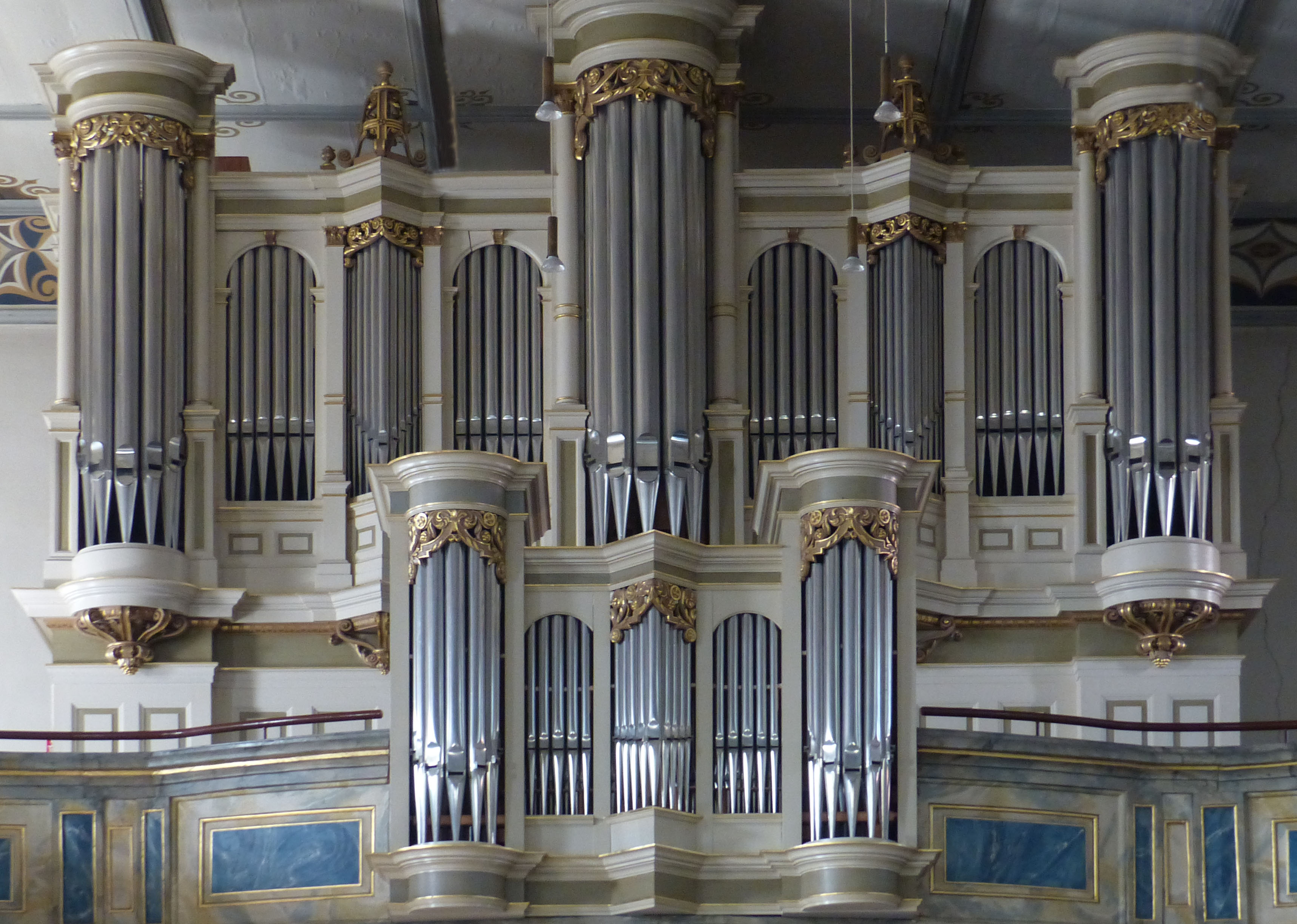
Orgel der Stadtkirche

Nach den Orgeln von 1619 (Johannes Schäffer aus Heilbronn; zweimanualig mit 15 Registern, Hauptwerk, Rückpositiv und Pedal) und 1706 (Nicolaus Franciscus Lamprecht aus Cannstatt; 16 Register, ein Manual sowie Pedal, ohne Rückpositiv) erhielt die Stadtkirche im Jahre 1899 ihre dritte Orgel vom Göppinger Orgelbauer Karl Schäfer mit 33 Registern, zwei Manualen und Pedal. Baurat Heinrich Dolmetsch entwarf dazu das Gehäuse.
Sie wurde in den 1960er Jahren immer anfälliger und schlechter, sodass sie 1971 ausgebaut und eingelagert wurde. Von 1977 bis 1981 dauerte dann die Ausschreibung, Vergabe und Fertigstellung der jetzigen, vierten Orgel von Orgelbauer Richard Rensch (Lauffen/N.) (2002 generalüberholt von Firma Rensch). Das Schleifladen-Instrument hat 42 Register (knapp 3000 Pfeifen) auf drei Manualen und Pedal. Die Spieltrakturen sind mechanisch, die Registertrakturen mechanisch mit elektrischer Rückbindung. Das Orgelgehäuse stammt aus dem Jahre 1899. Damit ist, wie schon 1619, die heutige Stadtkirchenorgel wieder mit einem Rückpositiv versehen.
| I Rückpositiv C–g3 |        |
| Gedeckt            | 8′     |
| Quintade           | 8′     |
| Principal          | 4′     |
| Rohrflöte          | 4′     |
| Octave             | 2′     |
| Terz               | 1 3⁄5′ |
| Spitzquinte 0      | 1 ⁄3′  |
| Zimbel IV          | 2⁄3′   |
| Krummhorn          | 8′     |
| Tremulant          |        |

| II Hauptwerk C–g3 |        |
| Pommer            | 16′    |
| Principal         | 08′    |
| Gambe             | 08′    |
| Gemshorn          | 08′    |
| Octave            | 04′    |
| Koppelflöte 0     | 04′    |
| Quinte            | 02 ⁄3′ |
| Octave            | 02′    |
| Mixtur V          | 01 ⁄3′ |
| Cornet V          | 08′    |
| Trompete          | 08′    |

| III Schwellwerk C–g3 |        |
| Flöte                | 08′    |
| Salicional           | 08′    |
| Voix celeste         | 08′    |
| Principal            | 04′    |
| Blockflöte           | 04′    |
| Sesquialter II 0     | 02 ⁄3′ |
| Feldflöte            | 02′    |
| Sifflöte             | 01′    |
| Scharff V            | 01′    |
| Dulzian              | 16′    |
| Oboe                 | 08′    |
| Schalmei             | 04′    |

| Pedal C–f1      |        |
| Principal       | 16′    |
| Subbaß          | 16′    |
| Oktavbaß        | 08′    |
| Violon          | 08′    |
| Choralbaß       | 04′    |
| Rohrpommer      | 04′    |
| Hintersatz IV 0 | 02 ⁄3′ |
| Posaune         | 16′    |
| Trompete        | 08′    |
| Clarine         | 04′    |

- Koppeln: I/II, III/I, III/II, I/P, II/P, III/P
- Spielhilfen: 32-fache elektronische Setzeranlage

Daniel Speer (1636–1707), ein früherer Organist und Kantor der Stadtkirche Göppingen, hat mit seiner speziellen Art als Schriftsteller und Komponist des Barock einen gewissen Bekanntheitsgrad erreicht.
Kirchenmusikdirektor Klaus Rothaupt war bis Ende 2019 ungefähr 25 Jahre lang Bezirkskantor des Kirchenbezirks Göppingen und Kantor und Organist an der Stadtkirche und dann auch an der Oberhofenkirche Göppingen.

## Glocken
Über Stadtkirchen-Glocken im 17. und 18. Jahrhundert gibt es keine Kunde, außer dass die größte Glocke der Oberhofenkirche 1653 an die Stadtkirche abgegeben worden war. Erst in der Pfarrbeschreibung von 1828 wird ein „wohlklingendes und helles“ Vierergeläut auf dem Turm der Stadtkirche erwähnt. Nach dem Abbruch dieses alten Turms 1838 läuteten die vier Glocken ab 1845 im neuen Turm, bis sie 1886 von Heinrich Kurtz in Stuttgart teils umgegossen, teils neu gegossen wurden. Der Erste Weltkrieg brachte für die meisten Kirchen Deutschlands den Zwang zur Ablieferung von Glocken als Metallspende des deutschen Volkes für die Rüstungsindustrie. Drei der vier Stadtkirchenglocken mussten abgegeben werden, die größte mit einem Gewicht von 2147 kg blieb auf dem Turm.
1920 bestellte der Göppinger Kirchengemeinderat bei der Stuttgarter Glockengießerei drei neue Glocken, die ab Ende Juli 1921 das Geläut wieder vervollständigten. Im Zweiten Weltkrieg mussten die drei neuen Glocken abgeliefert werden. 1951 wurden vier neue, von Heinrich Kurtz in Stuttgart gegossene Glocken in Dienst genommen. Sie haben die Töne c – e – g – a – und damit das Te-Deum-Motiv sowie die erste Zeile des Chorals „Wachet auf, ruft uns die Stimme“ zum Inhalt.
Ihre Inschriften lauten:
| Nr. | Name | Masse (kg) | Durchmesser (cm) | Nominal | Inschrift |
| --- | ---- | ---------- | ---------------- | ------- | --- |
| 1   |      | 2347       | 155,6            | c1      | Herr Gott Dich loben wir – Nach dem Krieg und in schwerer Zeit stiftet die Stadt Göppingen diese Glocke für die Stadtkirche – Anno Domini 1951 – Möge sie immer dem Frieden dienen |
| 2   |      | 1163       | 122,2            | e1      | Seid fröhlich in Hoffnung, geduldig in Trübsal, haltet an am Gebet – Römer 12,12 – Evang. Kirchengemeinde Göppingen, Stadtkirche 1950                                              |
| 3   |      | 674        | 102,8            | g1      | Einer trage des andern Last, so werdet ihr das Gesetz Christi erfüllen. – Galater 6,2 – Evang. Kirchengemeinde Göppingen, Stadtkirche, 1950                                        |
| 4   |      | 481        | 92,5             | a1      | Friede, Friede, denen in der Ferne und denen in der Nähe – Evang. Kirchengemeinde Göppingen, Stadtkirche, 1951 (Stiftung der Firma L. Schuler)                                     |

## Außenbereich
Der Kirchgarten westlich und südlich der Stadtkirche ist auf dem längst verfüllten ehemaligen inneren Stadtgraben angelegt. Er wird seit 1913 auch Schulergärtle genannt, denn Kommerzienrat Louis Schuler (1840–1913), Sohn des Gründers der Göppinger Firma Schuler und in der Bürgerschaft angesehener und engagierter Förderer kommunalen Lebens, hat auf dem kirchlichen Grundstück eine kleine Park- und Erholungsanlage finanziert, die von seinen Nachkommen mit einem ihm gewidmeten Denkmal versehen wurde.

## Heutige Nutzung
Seit der Fusion der Stadtkirchengemeinde mit der Gemeinde Oberhofen im Jahre 2005 und dem Wegfall der Pfarrstelle an der Stadtkirche 2007 finden in der Kirche nur noch unregelmäßig klassische Sonntagsgottesdienste, jedoch vermehrt besondere anlassbezogene, Zielgruppen- und Festgottesdienste statt. Durch ihre Größe, die flexible Bestuhlung und die Fußbodenheizung mit sehr geringer Luftumwälzung bietet sie während der Corona-Pandemie ideale Bedingungen für eine Vielzahl von Gottesdiensten und Veranstaltungen. die in anderen Räumen nicht stattfinden könnten. Außerdem ist die Stadtkirche der Hauptveranstaltungsort der zentralen Jugendgottesdienste und der Jugendkulturtage im evangelischen Kirchenbezirk Göppingen. Darüber hinaus wird sie für Konzerte, Ausstellungen und für die Vesperkirche genutzt. Die Stadtkirche ist eine offene Kirche: Sie ist seit 1984 während der Tagesstunden für die Öffentlichkeit frei zugänglich.
Zum langfristigen Erhalt der Stadtkirche wurde 2011 die Stadtkirchenstiftung Göppingen gegründet. Sie soll die Kirchengemeinde beim Unterhalt der Kirche entlasten.